# نابغه‌های قرن بیستم
نابغه‌های قرن بیستم یک مجموعه تلویزیونی محصول سال ۱۳۷۴ به کارگردانی، نویسندگی و تهیه‌کنندگی حسین محب‌اهری می‌باشد که از شبکه سه پخش شد. این مجموعه در ۱۷ قسمت ۴۵ دقیقه‌ای تهیه شد.

## خلاصه داستان
پروفسور نون محقق علم شیمی به اتفاق پسرنابغه‌اش و معلم شیمی مدرسه بنفشه آزمایش‌ها خود را برای کشف میکروب سرماخوردگی آغاز کرد. عوامل جاسوسی بیگانه که فکر می‌کنند پروفسور به دنبال کشف ماده‌ای سری است خانه و آزمایشگاه او را زیر نظر می‌گیرند و …

## بازیگران
- رضا بنفشه‌خواه
- ابراهیم‌آبادی
- اسماعیل داورفر
- اسماعیل قربانی
- اصغر زمانی
- بابک رضوی
- جهانگیر فروهر
- حسن شجاع
- حسین محب‌اهری
- داریوش سلیمی
- رحمت ترابی
- رضا کرم‌رضایی
- سیاوش مفیدی
- سیروس انصاری
- صفر کشکولی
- عزت‌الله رمضانی‌فر
- علی زاهدی
- علی محب اهری
- فاطمه نقوی
- قاسم زارع
- مجید محسنی
- محسن مقدم
- محمد پورحسن
- محمدرضا هدایتی
- محمود جعفری
- همایون یمینی
- هوشنگ هدایتی
- پرویز بزرگی